# Rivière des Roseaux
Rivière des Roseaux är ett vattendrag i Haiti.   Det ligger i departementet Grand'Anse, i den västra delen av landet, 180 km väster om huvudstaden Port-au-Prince.